# Чемпионат России по гиревому спорту 2011
Чемпионат России по гиревому спорту 2011 — главное событие года в российском гиревом спорте, которое проходило с 1 по 4 июня 2011 года в городе Тюмени. В соревнованиях приняли участие представители из 38 регионов России.
Чемпионат России проходит ежегодно, участники отбираются по результатам двух полуфиналов. По результатам Чемпионата России формируется сборная команда страны для участия в предстоящих чемпионатах мира и Европы.
Главный судья соревнований —  Коркин Е. Г.. Главный секретарь —  Стрельников С. П.

## Результаты

### Мужчины

#### Длинный цикл
| Весовая категория | 1 место            | Результат | 2 место           | Результат | 3 место           | Результат |
| ----------------- | ------------------ | --------- | ----------------- | --------- | ----------------- | --------- |
| до 63 кг          | Бенидзе Джони      | 61        | Рябков Алексей    | 51        | Толстов Максим    | 46        |
| до 68 кг          | Губарев Кирилл     | 64        | Мартыневич Иван   | 61        | Чокан Пётр        | 57        |
| до 73 кг          | Меркулин Сергей    | 75        | Карепин Александр | 69        | Беляев Иван       | 67        |
| до 78 кг          | Полянский Владимир | 78        | Виноградов Михаил | 77        | Барановский Роман | 67        |
| до 85 кг          | Васильев Денис     | 80        | Шишлов Алексей    | 71        | Любимский Сергей  | 68        |
| до 95 кг          | Ахроменко Эдуард   | 81        | Лапшин Николай    | 63        | Лукьянчиков Юрий  | 62        |
| до 105 кг         | Кравцов Андрей     | 64        | Гришаев Николай   | 50        | Дворцов Владимир  | 35        |
| свыше 105 кг      | Сычёв Виталий      | 77        | Маков Иван        | 76        | Елисеенко Олег    | 60        |

#### Двоеборье
| Весовая категория | 1 место           | Результат | 2 место                  | Результат | 3 место               | Результат |
| ----------------- | ----------------- | --------- | ------------------------ | --------- | --------------------- | --------- |
| до 63 кг          | Бенидзе Джони     | 213       | Егоров Валентин          | 130,5     | Стрекаловских Николай | 125       |
| до 68 кг          | Мартыневич Иван   | 190,5     | Яковлев Евгений          | 172,5     | Соловьёв Сергей       | 158,5     |
| до 73 кг          | Ташланов Илья     | 212       | Хвостов Александр        | 207       | Бобров Владимир       | 184,5     |
| до 78 кг          | Гафаров Денис     | 210,5     | Павлов Валерий           | 208,5     | Полянский Владимир    | 199       |
| до 85 кг          | Анасенко Антон    | 251       | Сушинцев Владимир        | 190,5     | Чеботарев Юрий        | 156,5     |
| до 95 кг          | Морозов Игорь     | 235       | Бабкин Анатолий          | 187,5     | Спиридонов Алексей    | 174       |
| до 105 кг         | Михалев Александр | 227       | Стрекаловских Константин | 217,5     | Вахрушев Евгений      | 199       |
| свыше 105 кг      | Сычёв Виталий     | 195,5     | Зыбайло Александр        | 195       | Елисеев Виктор        | 172,5     |

#### Эстафета
| Дисциплина             | 1 место           | Результат | 2 место          | Результат | 3 место           | Результат |
| ---------------------- | ----------------- | --------- | ---------------- | --------- | ----------------- | --------- |
| Толчок в длинном цикле | Омская область    | 155       | Брянская область | 153       | Тюменская область | 150       |
| Толчок классический    | Тюменская область | 265       | Омская область   | 260       | Липецкая область  | 254       |

### Женщины

#### Рывок
| Весовая категория | 1 место              | Результат | 2 место            | Результат | 3 место             | Результат |
| ----------------- | -------------------- | --------- | ------------------ | --------- | ------------------- | --------- |
| до 58 кг          | Яременко Ольга       | 158       | Павлова Джанита    | 115       | Барбакова Наталья   | 109       |
| до 63 кг          | Дедюхина Ксения      | 142       | Сидорова Лидия     | 134       | Юрышева Елена       | 125       |
| до 68 кг          | Загребина Оксана     | 124       | Алферова Валентина | 108       | Пянко Ирина         | 100       |
| свыше 68 кг       | Золотарёва Анастасия | 163       | Иваненко Татьяна   | 132       | Бобришева Екатерина | 124       |

## Медальный зачёт
Медальный зачёт подсчитывается исходя из занятых мест спортсменами. За 1 место региону даётся 20 очков. За 2 место — 18 очков, за 3 место — 16 очков, за 4 место даётся 15 очков. За все последующие места даётся на 1 очко меньше.
| Место | Регион               | Очки |
| ----- | -------------------- | ---- |
| 1     | Омская область       | 202  |
| 2     | Тюменская область    | 199  |
| 3     | Томская область      | 198  |
| 4     | Челябинская область  | 131  |
| 5     | Ярославская область  | 128  |
| 6     | Санкт-Петербург      | 121  |
| 7     | Брянская область     | 91   |
| 8     | Липецкая область     | 67   |
| 9     | Белгородская область | 66   |
| 10    | Калужская область    | 59   |